# Trenta
Trenta je ledeniška dolina v Triglavskem narodnem parku v Julijskih Alpah in predstavlja najvišji predel Soške doline.

## Geografija
Pokrajinski pojem Trenta obsega tisti del Zgornje soške doline, ki se začne tam, kjer se dolina pri Bovcu zoži v tesen med Svinjakom in Javorščkom, pa vse do izvira Soče in doline pod Bavškim Grintavcem. V ožjem smislu pa se začne nad vasjo Soča.
Topografsko se deli na tri območja. Najnižje ležeča je Spodnja Trenta, ki se začenja ob sotočju potoka Vrsnik in reke Soče Arhivirano 2017-07-29 na Wayback Machine. in poteka v severovzhodni smeri do zaselka Na Logu (del naselja Trenta), Arhivirano 2017-07-29 na Wayback Machine. kjer se razširi v kotlino med visokimi gorami in predstavlja središče doline. Na tem mestu se Soški dolini (Trenti) iz vzhoda pridruži tudi dolina Zadnjica, Spodnja Trenta pa preide v predel, imenovan Zgornja Trenta. Ta poteka najprej proti severu do zaselka Pri Cerkvi, na kar začne zavijati proti severozahodu do prvih serpentin Vršiške ceste oziroma Koče pri izviru Soče. Od tod pa do planine Zapotok in svojega zatrepa pod pobočji Jalovca in Bavškega Grintavca kot Zadnja Trenta Arhivirano 2017-07-29 na Wayback Machine. zavije proti zahodu in na koncu še jugozahodu in obda masiv Trentskega Pelca in Srebrnjaka.
Iz glavne doline se zajeda nekaj slikovitih stranskih dolin: Lepena, Vrsnik, Zadnjica, Mlinarica, če naštejemo samo najpomembnejše. V spodnjem delu so naselja Soča, Vrsnik, Na Skali, Lemovje in Lepena.
V Trenti je kraški izvir reke Soče (990 m3/m) s povprečno letno temperaturo 4 °C. Teče večinoma po mezozojskem apnencu ali dolomitu, pridružujejo se ji manjši, a slikoviti potoki. Nedaleč od izvira je to potok Mlinarica, ki teče po istoimenski soteski.
Gore nad Trento so ene najveličastnejših. So divje, v spodnjem delu poraščene s strmimi gozdovi, nad njimi so travnata pobočja in na koncu strme stene in ošiljeni skalni vrhovi. Ker ima Trenta nizko nadmorsko višino (med 480 in 780 m), so pristopi nanje dolgi in naporni, razen izjem, nanje ne vodijo označene planinske poti. Tukaj se je razvilo trentarsko brezpotno gorništvo.

## Zgodovina
V Trentarskem muzeju je prikazana zgodovinska, etnološka in kulturna dediščina Trente.
Prvi pisni viri iz 14. st. omenjajo trentarsko planino Trebiščino, ki je bila v posesti oglejskega patriarha. O naselitvi doline govorijo pisni viri iz 15. st. ko se je začelo fužinarstvo. Prvi fužinarji in rudarji naj bi bili vojaški begunci in kaznjenci iz Južne Tirolske, na kar naj bi spominjalo ime Trident - Trento v Poadižju. Po drugih virih pa naj bi ime Trenta izhajalo iz kulturne dediščine staroselcev.
Različne fužine so delovale do leta 1778. Železovo rudo so kopali nad Zapodnem, pod Veliko Dnino in pod Pelci. Po propadu železarstva se je veliko ljudi odselilo, ostali pa so se preživljali s planšarstvom in kmetijstvom. V Trenti je zavladala revščina in izseljevanje se je nadaljevalo vse do druge polovice 19. stoletja.
Ob prelomu iz 15. v 16. stoletje je ozemlje prešlo izpod Beneške v Habsburško upravo, formirala pa sta se zaselka Soča in Trenta (razloženo naselje). Leta 1869 je v dolini živelo 357 prebivalcev, ki so na svojih pašnikih gojili okoli 10.000 koz in ovc. Zaradi osipa prebivalstva in sprememb v gospodarstvu je bilo 100 let kasneje zabeleženih le 1000 glav drobnice, mnogi nekdanji pašniki pa so se zarasli z gozdno vegetacijo. Leta 1906 je bila zgrajena cesta med Bovcem in naseljem Trenta, leta 1915 pa zaradi vojaških potreb še Vršiška cesta, ki povezuje dolino s Kranjsko Goro, tj. Primorsko z Gorenjsko. Med letoma 1911 in 1966 je v Trenti delovala osnovna šola, v 60. letih 20. stoletja pa se je začel razvijati turizem.
Gorništvo in turizem sta se začela razvijati v 19. stoletju. Trenta je postala pravo odkritje predvsem za botanike in gornike. V Trenti so delali Baltazar Hacquet, Albert Bois de Chesne, Rudolf Baumbach, dr. Henrik Tuma in dr. Julius Kugy.

## Znamenitosti
Najboljše je spoznati naravne, kulturne in zgodovinske znamenitosti, če se kot pohodnik podamo na Soško pot, ki jo je uredil Triglavski narodni park kot naravoslovno učno pot. Sledimo jim v smeri toka reke Soče:
- V zadnji Trenti si je vredno ogledati slap ob poti na planino Zapotok, ki je najvišji slap v TNP ter gozdni rezervat Zapodnem, značilne trentarske hiše in širna prodišča.
- Sledi izvir Soče in pričetek Soške poti. Izven te poti, ob glavni cesti je pogleda vreden balvan pri Tonu.
- Ob cesti na Vršič je spomenik alpinistu Juliusu Kugyju, ki ga je postavila Planinska zveza Slovenije (leta 1953) ob svoji 60-letnici, izdelal pa ga je kipar Jakob Savinšek. V Zgornji Trenti je tudi alpski botanični vrt, Alpinetum Julijana (ustanovljen leta 1926).
- Takoj za tem si je potrebno ogledati sotesko Mlinarice, ki je levi pritok Soče in je izdolbla slikovit kanjon s slapom na koncu.
- Mimo balvana pri Furlanu pridemo do botaničnega vrta Alpinum Juliana. V bližini so še: spominska plošča pomembnim gorskim vodnikom, leseno in Tožbarjevo znamenje in slap za Juliano.
- V zaselku Pri Cerkvi se spoznamo s fužinarstvom in železarstvom ter si ogledamo cerkev Sv. Marije Lavretanske.
- Če nadaljujemo po glavni cesti mimo balvana pri Pavru pridemo do vojaškega pokopališča. Če pa gremo po Soški poti, ki tukaj poteka po desnem bregu, pa ob primerni vodnatosti lahko opazujemo slapove na hudourniku, ki priteče izpod Plešivca.
- V bližini sotočja z Zadnjico (tudi Krajcarico), Soča naredi nekaj slapišč na poti preko morenskega nasipa.
- V dolini Zadnjici, je ob poti na Kriške pode slap na Belem potoku. Tudi sicer je dolina ena najlepših v Julijskih Alpah, dno pokrivajo senožeti, obkrožajo pa jo mogočne gore Pihavec, Bovški Gamsovec, Triglav, Kanjavec, Vodnikov Vršac in še mnogi drugi.
- Vas Na Logu predstavlja osrednji del doline Trente. Tukaj je tudi Informacijsko središče TNP s Trentarskim muzejem.
- Soška pot od tu dalje dolvodno poteka po levem bregu Soče, kjer v Spodnji Trenti prečka podor pri Plajerju, na nasprotnem bregu pa se vidi podor pod Berebico. Oba posledica potresne aktivnosti na tem območju.
- Pri vasi Vrsnik se nahajajo Mala korita Soče, na levem pritoku pa korita Vrsnika s slapiči. Še malo više v Vasi na Skali so imenitni slapovi na Suhem potoku. Kratko in strmo dolino prekrivajo gozdovi, pašne planine so že v visokogorju.
- Sledi ogled cerkve in vojaškega pokopališča v vasi Soča, pred cerkvijo pa stoji tudi mogočna lipa.
- Kmalu za vasjo Soča so znamenita Velika korita Soče.
- Tukaj pa se začne še ena leva stranska dolina, to je Lepena. V njej najdemo izvir, slap in korita Lepenjice in na potoku Šunik "vodni gaj" s slapovi in tolmuni.
- Tik pred koncem doline, preden se Soča izvije na bovško ravnino ustvari Korita pri Kršovcu.

Po celotni dolini je mogoče opazovati značilno "trentarsko" (bovško) hišo ter ostanke utrdb, bunkerjev in jarkov, ostalin vojne vihre.
Če pa se potrudimo malo više nad samo dolino, pa lahko vidimo še marsikatero tako naravno kot kulturno zanimivost: stare planine s stavbno dediščino in gozdne rezervate, predvsem pa zanimivo krajino.

## Prebivalstvo
Območje doline Trenta v celoti leži v Triglavskem narodnem parku in obsega 17% njegove površine. Tukaj stalno živi: v Lepena 31, v Soči 110 in v Trenti: 92 prebivalcev. (Podatki KS Soča-Trenta, 2011). Gospodinjstev je v Lepeni 19, v Soči 71 in v Trenti 44. Družin pa v Lepeni 7, v Soči 41 in Trenti 31. (Vir: Statistični urad RS, Popis prebivalstva, gospodinjstev in stanovanj 2002)
Vsi ti prebivalci živijo v naslednjih vaseh in zaselkih:
- Trenta: Zapoden, Zadnja Trenta, Pri cerkvi, Za Vršičem, Zadnjica, Na Logu, Dimnk, Spodnja Trenta
- Soča: Lemovje, Na skali, Vrsnik, Črešnjica, Soča, Mišja Vas, Podklanec, Pod skalo
- Lepena: Klin, Na logu v Lepeni, V koncu, Zaotoki

Iz navedenega izhaja, da je dolina skromno poseljena.

## Turizem
Dolina Trenta je poleg živinoreje (ovčarstvo in kozjereja) ter pridelave sira, življenjsko odvisna od turizma, ki pa ga je mogoče izkoriščati le v pozno pomladanskih mesecih, poleti in zgodaj jeseni. Odvisna pa je tudi od odprtosti edinih dveh cest, po katerih se v dolino lahko pride, to je preko prelazov Predel in Vršič.
V turistične namene obstaja naslednja infrastruktura: 5 kampov, 505 šotorišč, 3 turistične kmetije, nekaj gostišč, ponudniki sob in apartmajev ter v okoliških gorah 8 planinskih koč: Koča pri izviru Soče, Zavetišče pod Špičkom, Pogačnikov dom na Kriških podih, Tržaška koča na Doliču, Zasavska koča na Prehodavcih, Dom Klementa Juga v Lepeni, Planinski dom pri Krnskih jezerih in Gomilščovo zavetišče na Krnu.
Dolina Trenta navdušuje pohodnike in planince pa tudi plezalce, ljubitelje voda pa z vodnimi športi kot so raftanje, vožnja s kajaki in kanjoning. Po markiranih planinskih poteh je mogoč dostop na Bavški Grintavec iz Soče in iz Zadnje Trente, na Jalovec, Pihavec, Kanjavec in Triglav, preko planinskih koč pa še množico drugih vrhov v Julijskih Alpah. Po brezpotjih so zanimivi vrhovi Zagorelec, Velika Tičarica, Zadnjiški Ozebnik in drugi manj znani a za usposobljene gornike še bolj zanimivi.
Vse bolj pomembna rekreativna dejavnost v dolini je tudi kolesarjenje. Kolesarske poti so dobro označene, prej težje kot lažje.
In ne nazadnje, Soča s svojimi pritoki je idealna za ribolov, soška postrv pa trofejna riba.
Sicer pa je dolina za turizem bolj prehodnega značaja, manj je stacionarnih gostov.

## Galerija
- Značilne trentarske hiše  Arhivirano 2017-07-29 na Wayback Machine.
- Viseči most čez Sočo
- Slap Virje je pritok Glijuna, ta pa Soče pod Bovcem
- Izvir Soče
- Let po dolini Trente, generiran s programom Aviator 2000
- Soča v dolini Trente  Arhivirano 2017-07-29 na Wayback Machine.
- Soča v dolini Trente  Arhivirano 2017-07-29 na Wayback Machine.